# El Mamey Acatitlán
El Mamey Acatitlán är ett samhälle i kommunen Luvianos i delstaten Mexiko i Mexiko. El Mamey Acatitlán hade 188 invånare vid folkräkningen år 2020.